# Die heilige Lüge (1955)
Die heilige Lüge ist ein deutsches Spielfilmmelodram von Wolfgang Liebeneiner aus dem Jahre 1955. Die Hauptrollen spielen Ulla Jacobsson und Karlheinz Böhm.

## Handlung
Lena Larsen ist ein einfaches und auch ein wenig unbedarftes Mädchen vom Lande. Sie geht in die Großstadt, um dort eine Anstellung als Hausmädchen in der Villa des wohlhabenden Textilfabrikanten Otto Weiland zu suchen. Rasch verliebt sich die naive, junge Frau in Peter Weiland, den liederlichen, nichtsnutzigen Sohn des Hauses, der sich in zweifelhaften Etablissements aufhält und sich mit ebensolchen Typen einlässt. Lena kennt ihn, seitdem er mit ihrem Bruder Bo, ebenfalls ein Hallodri, fragwürdige Schieber-Geschäfte betreibt. Eines Tages gerät Peter arg in die Bredouille, als er (zurecht) des Diebstahls von 1000 DM verdächtigt wird. Aus Liebe zu ihm gibt Lena ihm jedoch ein Alibi und erzählt damit eine, wie der Filmtitel insinuiert, „heilige Lüge“, um Peter vor dem Rauswurf aus dem väterlichen Haus zu bewahren.
Dies führt dazu, dass Vater Otto die in seinen Augen als unstandesgemäß missbilligte Beziehung zu beenden versucht, in dem er Lena augenblicklich entlässt und den missratenen Filius zu einem Geschäftsfreund schickt. Doch aus der Liebesnacht ist Lena Larsen geschwängert hervorgegangen. Peter geht geläutert aus den gemachten Erfahrungen hervor und steht zu der jungen Frau. Er ist nun auch bereit, nicht mehr weiterhin dunkle Geschäfte zu machen und endlich einen ehrlichen Beruf, den sehr schmutzigen eines Kohlenladers, zu ergreifen. Daraufhin darf er in den Schoß der Familie zurückkehren. Peter und Lena heiraten zu guter Letzt und unter den Klängen des Liedes „Schlafe, mein Kindchen, schlaf ein“ wird die Taufe des gemeinsamen Kindes gefeiert.

## Produktionsnotizen
Die heilige Lüge wurde im Winter 1954/55 im Filmatelier von Berlin-Tempelhof gedreht und am 7. April 1955 in Braunschweig uraufgeführt. Am 18. Mai desselben Jahres war die Berliner Premiere im Westteil der Stadt.
Heinz Willeg wirkte als Produktionsleiter. Hans Ledersteger und Ernst Richter gestalteten die Filmbauten.
Es singen Liselotte Malkowsky und die Regensburger Domspatzen.
Für die beiden Hauptdarsteller Jacobsson und Böhm war dieser Film ein Wiedersehen nach nur kurzer Zeit. Wenige Monate zuvor hatten sie unter demselben Regisseur und denselben Drehbuchautoren die Sudermann-Verfilmung … und ewig bleibt die Liebe gedreht.

## Kritik
Bei Filmdienst heißt es: „Unglücklicherweise fand dieser grobe Unfug einen Regisseur, der ihn ernstnahm und entsprechend inszenierte.“